# Zduchovice
Zduchovice (Duits: Zduchowitz) is een Tsjechische gemeente in de regio Midden-Bohemen, en maakt deel uit van het district Příbram.
Zduchovice telt 278 inwoners.
Bezděkov pod Třemšínem · Bohostice · Bohutín · Borotice · Bratkovice · Březnice · Buková u Příbramě · Bukovany · Cetyně · Čenkov · Čím · Daleké Dušníky · Dlouhá Lhota · Dobříš · Dolní Hbity · Drahenice · Drahlín · Drásov · Drevníky · Drhovy · Dubenec · Dublovice · Dubno · Háje · Hluboš · Hlubyně · Horčápsko · Hřiměždice · Hudčice · Hvožďany · Chotilsko · Chrást · Chraštice · Jablonná · Jesenice · Jince · Kamýk nad Vltavou · 
Klučenice · Kňovice · Korkyně · Kosova Hora · Kotenčice · Koupě · Kozárovice · Krásná Hora nad Vltavou · Křepenice · Křešín · Láz · Lazsko · Lešetice · Lhota u Příbramě · Malá Hraštice · Milešov · Milín · Modřovice · Mokrovraty · Nalžovice · Narysov · Nečín · Nedrahovice · Nechvalice · Nepomuk · Nestrašovice · Nová Ves pod Pleší · Nové Dvory · Nový Knín · Občov · Obecnice · Obory · Obořiště · Ohrazenice · Osečany · Ostrov · Ouběnice · Pečice · Petrovice · Pičín · Počaply · Počepice · Podlesí · Prosenická Lhota · Příbram · Příčovy · Radětice · Radíč · Rosovice · Rožmitál pod Třemšínem · Rybníky · Sádek · Sedlčany · Sedlec-Prčice · Sedlice · Smolotely · Solenice · Stará Huť · Starosedlský Hrádek · Suchodol · Svaté Pole · Svatý Jan · Svojšice · Štětkovice · Těchařovice · Tochovice · Trhové Dušníky · Třebsko · Tušovice · Velká Lečice · Věšín · Višňová · Volenice · Voznice · Vrančice · Vranovice · Vševily · Vysoká u Příbramě · Vysoký Chlumec · Zalužany · Zbenice · Zduchovice · Županovice